# Coreia do Sul nos Jogos Olímpicos de Inverno de 1960
A Coreia do Sul competiu nos Jogos Olímpicos de Inverno de 1960, realizados em Squaw Valley, Estados Unidos.